# Ideología californiana

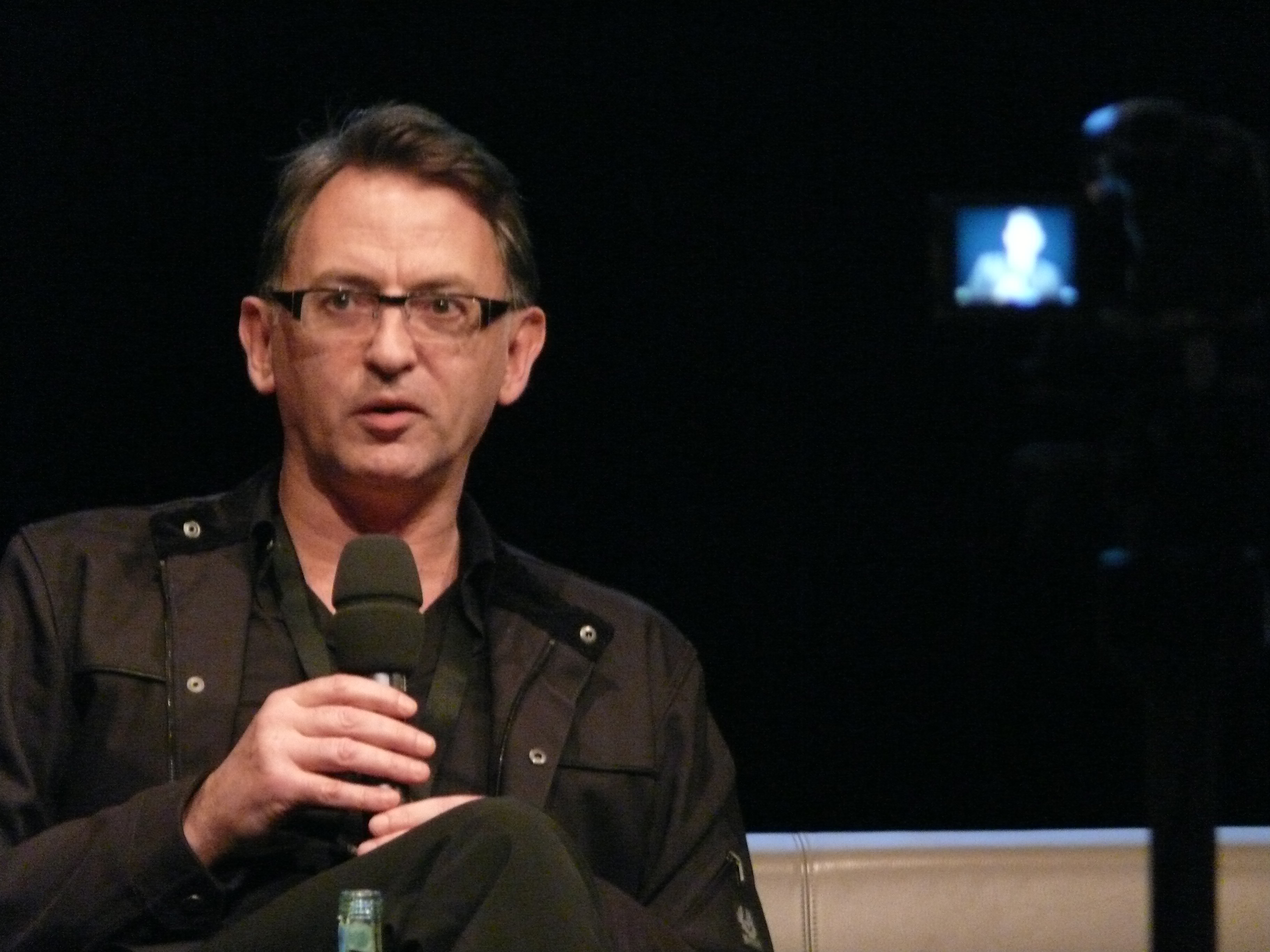
Andy Cameron en "Futurity Long Conversation"

La «ideología californiana» es una expresión que designa un conjunto de creencias que, según quienes la acuñaron, combina las actitudes bohemias y antiautoritarias de la contracultura de la década de 1960 con el utopismo tecnológico y el apoyo al liberalismo económico. Los creadores de dicha expresión, Richard Barbrook y Andy Cameron, afirman de forma crítica que estas ideas nacieron de la fusión entre la bohemia cultural de San Francisco y la industria de las nuevas tecnologías de Silicon Valley, convirtiéndose en características de la costa oeste de los Estados Unidos durante la burbuja punto com de la década de 1990. En el prólogo a El lenguaje de los nuevos medios de comunicación, de Lev Manovich, Marc Tribe habla de ella como de un cóctel letal de optimismo ingenuo, tecnoutopía y de política libertaria popularizada por revistas como Wired.

## Definición e historia
La expresión «ideología californiana» fue acuñada por Richard Barbrook y Andy Cameron en un ensayo homónimo publicado en 1995 para identificar un movimiento cultural y político al que se oponen. En él plantean que estas creencias combinan de forma adulterada la actitud despreocupada de la contracultura hippie y la pasión empresarial de los yuppies gracias a la fe en el potencial emancipatorio de los nuevos medios y tecnologías de la información.
De acuerdo con estos autores, no todos los hippies rechazaban la tecnología. Ciertas corrientes tecnófilas de esta contracultura abrazaron las teorías de Marshall McLuhan durante la década de 1960. Estos grupos aspiraban a que la convergencia de los medios de comunicación, la informática y las telecomunicaciones creara un ágora electrónico. Décadas más tarde, con el auge de las nuevas tecnologías, se pudo comprobar la aplicación práctica de sus planteamientos.
En la «ideología californiana», a cada miembro de este grupo se le promete la oportunidad de llegar a ser un empresario de tecnología punta de éxito. De acuerdo con estos planteamientos, estas tecnologías capacitan al individuo, amplían la libertad personal y reducen radicalmente el poder del Estado nación. En su aspecto económico-capitalista, se apuesta por la utilización de herramientas como la criptografía, el dinero electrónico y los procedimientos de verificación para crear un mercado libre en el ciberespacio, ajeno a todo tipo de regulaciones y que pueda mantenerse en equilibrio por sí mismo.
También se ha establecido una relación entre la ideología californiana y los modelos de negocios abiertos, dentro de una economía de plataformas. Así se expresa en algunas obras como The long tail: How endless choice is creating unlimited demand, de Chris Anderson, en donde la nueva tecnología con costos de copia reducidos hace posibles nuevos modelos de negocio, en los que puede obtener grandes ganancias de productos culturales no tan exitosos en los márgenes económicos, o en la "larga cola" de bienes distribuidos en plataformas digitales. Esto está en línea con la ideología californiana, lo que implica que la economía de Internet es buena para todos: para sus celebridades y para el productor cultural aficionado.
El siguiente libro de Anderson, Gratis: El futuro de un precio radical (2009) muestra los beneficios de modelos de negocios en los que los contenidos se ofrecen de manera gratuita, mientras los ingresos provienen de la publicidad. El producto que realmente se vende es la atención y los datos de los usuarios.

### Relación con Ayn Rand
En su obra de 2011 All Watched Over By Machines Of Loving Grace, el documentalista británico Adam Curtis relaciona la «ideología californiana» con la filosofía objetivista de la escritora ruso-estadounidense Ayn Rand. De acuerdo con este planteamiento los seres humanos se encontrarían solos en el universo y deberían liberarse de todas las formas de control político y religioso, viviendo sus vidas guiados únicamente por sus deseos egoístas. Una vez lograda esta emancipación, las personas se convertirían en figuras heroicas. 
Con el paso de las décadas las novelas de Rand cobraron vigor y, de acuerdo con Curtis, influyeron en la generación de nuevos emprendedores de Silicon Valley durante la década de 1990, como Larry Ellison, de Oracle. También el fundador de Wikipedia, Jimmy Wales, ha declarado que en sus años de universidad leyó las obras de la escritora y que algunos de los valores plasmados en éstas, como la independencia, son aplicables a su propia vida.